# 李元魁
李元魁（1934年3月15日—2021年8月13日），中国足球评论员，前足球运动员、教练员。

## 生平
李元魁1934年出生于北京。1953年，李元魁代表北京队参加了全国11个足球重点城市青年队的比赛，凭借此次比赛的表现，他在当年入选了国家队。1954年，李元魁成为第二批选送到匈牙利学习的国脚。去匈牙利之前，李元魁基本都是踢中后卫，但是到了匈牙利之后，教练认为李元魁更适合边后卫，最终李元魁改踢边后卫。1955年，李元魁回国。1956年，李元魁进入了当时驻扎在天津的国家白队（即“老白队”），开始参加全国甲级联赛等比赛，1960年正式退役。正式退役后，李元魁走上了执教道路，曾先后担任天津二队、河北青年队、天津一队的教练员，1982年获得了FIFA高级教练员培训班的证书。五运会结束后，李元魁进入天津市体委训练课，分管网球、垒球等工作。20世纪90年代初，李元魁进入了筹备天津职业俱乐部的工作小组，之后又在俱乐部内工作了一段时间。
1999年，李元魁远赴新加坡，加盟ESPN STAR Sports，担任华语足球评论员，开始了足球解说生涯。2007年，李元魁回到中国，先后在欧洲足球频道、新浪、乐视等平台担任足球解说嘉宾。在李元魁19年的解说生涯中，他经常与詹俊搭档解说足球赛事。2018年俄罗斯世界杯期间，84岁高龄的李元魁再次出山，在咪咕视频与詹俊搭档解说世界杯赛事，此次世界杯解说也是李元魁的收山之作。
2021年8月13日，李元魁在睡梦中逝世，享寿87岁。